# خيسوس غونزاليس روميرو
خيسوس غونزاليس روميرو (بالإسبانية: Jesús González Romero) (18 أبريل 1969 بتولوكا في المكسيك - ) هو لاعب كرة قدم مكسيكي في مركز الدفاع. لعب مع نادي تولوكا.